# 유란시아서
《유란시아서》(The Urantia Book),는 20세기 중반인 1955년 세상에 처음 빛을 보게 된 책으로 이 시대를 향한《제5시대 계시》로 인류에게 전해졌다고 주장한다. 즉 인간의 지성을 아득히 초월한 초인간적 존재들에 의해 전해진 책인 것이다. 이 책에 의하면 인류의 의식진화와 영적인 발전을 도모하기 위해 시대의 변천에 따라 알맞다고 생각하는 시기마다 인류에게는 계시가 주어졌고, 이 유란시아서는 바로 초인간적 존재들이 인류에게 내려준 5번 째 계시라는 것이다.
(*계시(啓示)란, 감추어진 신적 실재나 의지가 신의 주도적 행위에 의해 인간에게 드러나는 사건으로서, 존재의 장막을 걷어 진리와 목적을 인식하게 하는 초월적 소통의 형태라고 할 수 있다. 따라서 이 책에 의하면 계시라는 것은, 인간의 일상 생활속에서 언제나 있을 수 있는 형태의 개인적 계시가 있고, 인류 전체를 내다보고 인류의 진화와 발전을 위해 정해진 섭리에 의해 내려준 집단적 계시가 있는데 이 유란시아서는 그중 후자에 속한다고 할 수 있다. 여기 설명을 덧붙이는 이유는 "계시"가 담고 있는 의미를 보다 정확하게 살펴봄으로써 이른바 신, 부처, 기타 초월적인 존재들에게 받았다는 무수한 직통계시와 유란시아서가 같은 결이 아님을 강조하기 위해서이다.)
(the Fifth Epochal Revelation)라고 하는 이 책은 2000년 국내에 최초로 그 정식 번역본이 선을 보였는데 책이 출판될 당시 무려 2,097페이지에 달하는 압도적인 분량을 보여줬다. 이후 뜻있는 독자들에 의해 다양한 번역이 시도되었고 그래서 지금 인터넷과 서점에서 유란시아를 검색하면 많은 종류의 번역본들을 볼 수 있다. 현재 위키백과에서 소개되는 내용들은 아마도 뉴라이프 출판사를 만들어 2008년 1월 새로운 번역본을 보급한 사람이 작성한 것으로 추정된다. 이런 말을 첨가하는 이유 역시 여러가지 종류의 번역본이 존재하는 한국의 현실을 감안해 처음 유란시아서를 접근하는 독자들의 혼동을 줄이기 위함이다. 이책은 그 분류상 종교 서적으로 보는 것이 매우 타당할 수 있으나 이 책의 다음 문단에서도 볼 수 있듯이 종교뿐만 아니라 과학, 수학, 우주론, 사회학, 정치, 법학, 인류학, 인류발생론과 인류의 역사, 지질학, 신학 등등 인류 문명이 축적한 학문의 범위와 모두 유기적으로 연관이 되면서도 그들을 총망라한 총체적이고도 통합적인 진리 서적으로 보는 것이 필자의 생각으로는 보다 합당하다고 본다. 그러나 일반적인 서지학적 도서 분류상 종교 서적으로 보는 것이 타당할 것이며 실제로 서점과 도서관에서도 종교 관련 분야에서 이 책을 찾아볼 수 있을 것이다.
책의 저자가 밝혀지지 않았기에 저작권 소유에 관한 여러 주장과 논란이 있으나, 현재는 퍼블릭 도메인으로 일부 배포되고 있다. 현재 한국어를 비롯한 전세계 국가별 언어로 번역되고 있는 중이다.

## 안내

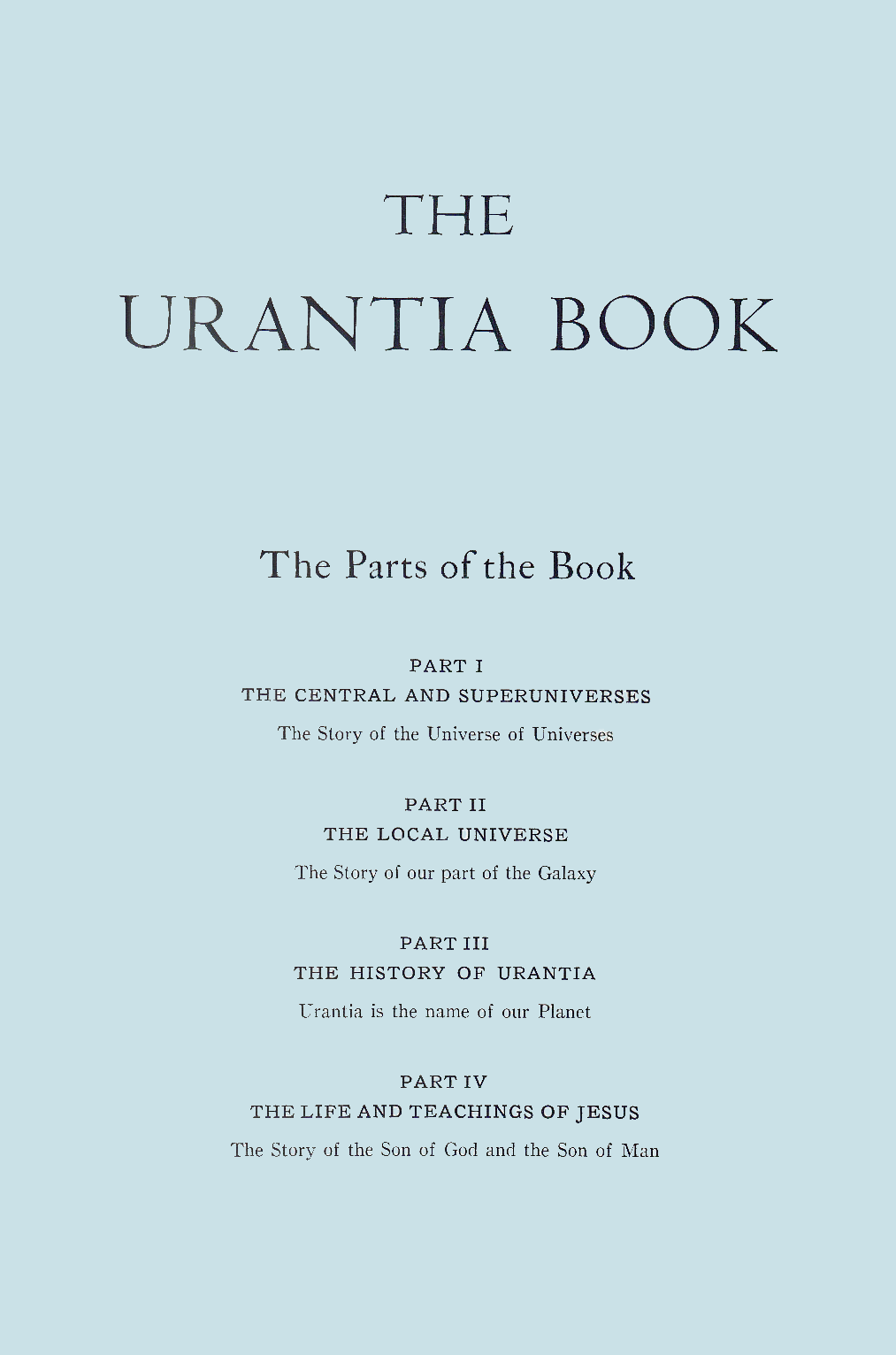
The Urantia Book (1955)

유란시아서는 하느님, 과학, 종교, 인류역사, 철학 그리고 인간의 운명을 논하는 영적 철학적 내용을 담고 있는 책이다.  이 책의 기원은 1924년과 1955년 사이에 어느 시기에 미국 시카고에서 출현하였다고 주장하고 있으나, 저작자가 누구이며 어떤 경로로 출현하게 된 책인지 명확하지 않다. 이들 글이 어떻게 나온 것인지에 대하여 많은 토론과 추론이 있다.
글을 쓴 저자들은 유란시아가 우리가 사는 행성인 지구를 일컫는 말이라고 소개하고 있으며, 자신들이 이 글을 전하는 의도는 인류에게 “확장된 개념과 진전된 진리를 제공하려는 것”이며 그로서 “조화로운 우주의식을 확대하고 영적인 이해와 인식을 증진시키는 것”이라고 말하고 있다. 서로 다른 주요 내용을 보면, 생명체의 기원과 의미, 우주 공간에서의 인간의 위치, 하느님과 사람의 관계에 관하여 소상히 이야기하고 있으며, 또한 예수의 일대기를 상세하게 제시하고 있다.
이 책은 1955년에 유란시아 세계재단이 영어로 처음 출판했고, 1962년에 불어 번역이 시작되었으며, 그 다음 3번째로 1991년 한국어 번역이 시작되었다고 알려져 있다. 현재는 11개 언어로 번역되어 보급되고 있으며, 최근 새로이 3개 언어의 번역이 진행 중이라고 한다.  책과 관련하여 유버사 프레스에서 발간한 용어 해설집과 무료 오디오 DVD가 보급되고 있다.
2001년, 오클라호마 지방법원은 유란시아 세계재단이 1983년도에 갱신한 저작권이 무효임을 결정하였고, 연방고등법원 심사10부에서 이 결정이 확인됨으로써 현재 저작권이 실효되어 미국에서 퍼블릭 도메인이 되어 있다. 영문판 국제 저작권은 2006년도에 소멸되었고, 지금 현재의 유란시아는 본문 내용을 검색할 수 있는 도구와 함께 전제 본문이 인터넷에 자유롭게 공개되어 있으며, 오디오 버전 역시 무료로 다운로드할 수 있다.

## 유란시아서의 개요
영어 원본 유란시아는 총 196 편의 글로 구성되어 있으며 2,097페이지에 달하는 내용으로 크게는 아래와 같은 4개 부분으로 나뉘어 있다:
- 제1부: 중앙 우주와 초우주
- 제2부: 지역우주
- 제3부: 유란시아의 역사
- 제4부: 예수의 일생과 가르침

머리말은 요약 형식으로 쓰여 있으며 본문에서 두루 반복하여 사용되는 주요 용어에 대한 기본 안내 역할을 하고 있다. 이들 용어들은 이어지는 본문 글의 내용에서 상세하게 더욱 확장된 원래의 개념과 의미가 소개되고 있다.
31편의 글로 이루어져 있는 제1부는 창조에 관한 가장 높은 차원을 설명하고 있으며, 영원하고 무한한 하느님에 대한 개념으로 시작되고 있다.
제2부는 25편의 글로 구성되어 있으며 "지역 우주“에 관한 내용으로 여러 분야의 주제를 다루고 있다. 제1부에서 연결 확대된 제2부는 지역 우주에 거주하는 생명체들에 대한 이야기, 나아가 거대한 창조계 안에서 펼치는 하느님의 계획과 이와 연결된 생명체들의 모습과 역할을 설명하고 있다.
제3부의 전반부는 48편의 글로 구성되어 있으며, 광범위한 분야에 걸서 지구의 역사를 기술하며, 여기에는 지구 그리고 생명체의 창조와 기원, 이곳에서 살게 된 인간이 지닌 목적과 운명을 서술하는 내용으로 채워져 있다. 이어지는 후반부 15편의 글에서는 “신(神)과 실체”, “생각조절자에 대한 개념”, “개인성의 생존과 구원” 그리고 “미가엘 예수 그리스도의 증여”와 같은 다소 무겁고도 생소한 주제를 다루고 있다.
제4부는 77편의 글로 구성되어 있으며, 전적으로 “예수의 일생과 가르침”에 관한 이야기로 되어 있다. 여기에는 예수의 어린아이 시절, 10대 시절, 많은 여행들, 여러 설교 여정, 일으킨 기적들,  그가 겪은 위기들 그리고 십자가 처형으로 이끈 사건과 그의 죽음과 부활에 대한 이야기가 포함되어 있다. 이들 이야기들이 후반 오순절 성령 강림에 대한 이야기로 이어지면서 마지막 부분에서 “예수님이 전해준 신앙”이 무엇인지를 설명하고 있다. 이와 더불어 제 4부에서는 예수님의 일생에 대한 이야기를 전개하는 과정에서, 앞에 서술된 3부에서  제시된 많은 개념들을 재조명한다.

## 원저의 출처
유란시아서의 탄생에 관한 정확한 상황은 사실 알려져 있지 않다. 책과 관련된 출판사의 명칭은 원저자와 아무 관련이 없고 또한 사람 이름도 아니다. 오히려 그 대신에, 이 책은 책 내용에서 말하듯, 인류에게 “시대적” 영적 계시를 제공하는 과업을 맡게 된 여러 하늘존재들에 의해서 직접 제공된 것이라고 말하고 있다. 각각의 글에는 하늘 존재의 이름이나 혹은 계층, 또는 자신들의 집단 명칭을 이용하여 각 글의 저자라고 밝히고 있다.
1911년 일찍이, 미국 시카고의 의사인 윌리엄 에스 새들러와 그의 부인 레나 케이 새들러 박사는 이 분야의 사회 계층에서 널리 알려진 사람이었는데, 이웃에 사는 부인이 자신의 남편이 종종 깊은 잠을 자면서 비정상적으로 중얼거린다는 걱정을 상담하게 되면서 유란시아와 관련된 일이 시작되었다고 한다.  이 부인은 남편이 그런 상태에 들어가면 어떤 방법으로도 남편을 깨울 수가 없다며 심하게 걱정을 했다. 새들러 부부는 밤새도록 이 일을 자세히 관찰하기 시작했으며, 그 사람을 통하여 새들러 부부는 자칭 “학생 방문자”라 말하는 영적 존재들이 이야기를 하는 것이라 주장하는 목소리와 대화하게 되었다. 이 사건은 쉽게 결론이 나질 않았고, 이로 인하여 정기적인 그리고 의도적인 대화로 변하게 되었고 계속된 이들과의 대화는 1925년 초에 이르러 “속기사가 받아 쓴 방대한 분량의 문서”가 되었다고 말하고 있다.
새들러 부부는 모두 저명한 의사였다 : 특히 윌리엄 새들러는 사람들이 초자연 현상을 믿지 않도록 파헤치는 사람이었으며, 불가사의한 일을 주장하는 자들의 정체를 밝혀내는 전문가로서 명성을 얻고 있었다고 한다. 1929년에 그는 《미혹된 정신》이라는 책을 펴냈으며, 그 책에서 사람을 속이는 수법과 자기착각에서 비롯되는 심리적 주장이 어떻게 가능한지를 설명하고 있다. 그는 책의 부록에서 그가 만족스럽게 설명할 수 없었던 경우가 2번 있었다고 다음과 같은 글을 쓴 바 있다.
내가 겪은 또 다른 예외중의 하나는, 정신심리 현상의 하나로 보기에는 매우 특이한 것으로서, 내 힘으로는 이 현상을 명쾌하게 설명할 수 없다는 것을 인정하지 않을 수가 없다. 이 사례에 대하여 정말로 자세하게 모든 것을 이야기하고 싶지만, 종교적 신념에서 내가 했던 약속 때문에 지금 여기에 이 일에 관련된 모든 것을 말할 수가 없다. 달리 말해서, 나는 내가 살아있는 동안에는 한 개인으로서 이 일에 관하여 말하지 않을 것을 약속한 바 있다. 이 사례는 너무나 흥미롭기 때문에, 나는 언젠가는 내가 한 약속이 좀 완화되어 일정한 범위 내에서 이 일에 대하여 좀 더 충분하게 거론되는 것이 허용되기를 원하고 있다. 내가 이 일에 처음 접촉되었던 것은 1911년 여름이었다. 그 이후로 나는 거의 쉬지 않고 계속 관찰하여 왔으며, 현재까지 거의 250여 차례의 밤샘 조사를 해오고 있다. 이들 내용의 대부분은 대동한 속기사가 방대한 분량의 노트로 만들어 놓은바 있다.
이번 사례를 연구하면서, 나는 이 일이 통상적으로 일어나는 비몽사몽의 하나는 아니라는 것은 확신할 수 있었다. 잠든 수면자는 매우 정상적인 상태인데, 반면에 그가 중얼거리는 말의 내용은 매우 심오했으며, 이 잠자는 주체가 그렇게 지껄이는 상태에 들어가면 지금까지도 그를 결코 깨어나게 할 수가 없다. 가끔 그의 호흡이 눈에 띄게 변하기도 했지만, 그렇다고 해서 그의 몸이 경직되거나, 심장 박동이 변화된 적도 한 번도 없었다.
이 사람은 자신이 행하는 현상도, 자기 주변에서 어떤 일이 벌어지고 있는지 철저하게 의식하지 못하였고, 그는 자신의 몸이 행성 바깥에 있는 어떤 개인성들이 오고 가는 매개체로 이용되고 있다는 것을 결코 인식하지 못하고 있었다.  실제로, 그는 전체 진행과는 전혀 상관이 없는 사람이며, 끊임없이 일어나는 자신과 관련된 이들 현상에 관해서 깜짝 놀랄 정도로 태연했고 무관심했다.
관찰이 18년간 지속되는 동안, 이들이 전하는 메시지의 정신 심리학적 원인과 기원에 관한 조사와 연구가 결국 아무것도 밝히지 못하고 있을 때, 나는 문득 내가 처음 이 일을 만난 바로 그 지점에서 조금도 밝혀낸 것이 없음을 깨닫게 되었다. 정신분석 현상, 최면현상, 다중인격현상으로는 이들이 말하고 기록되는 메시지들이 그 매개자의 의식이나  혹은 그 사람의 마음에서 비롯된 것임을 밝혀낼 수가 없었다.
이 매개체를 통하여 전달받은 대부분의 자료들이, 본인의 사고 습관은 물론, 그가 받은 교육이나 그가 지닌 철학 전체를 조사해 보아도 모두 정반대가 되는 것들이다. 실제로, 우리가 전달받아 확보한 대부분의 자료들은 그가 살아온 과정에서는 그 어떤 단서도 발견할 수 없는 것들이다. 그 철학적 내용은 전혀 새로운 것이며, 그런 이야기들이 어떤 다른 사람에 의해 발표된 적이 있는지 아무리 조사해도 찾아낼 수가 없었다.
1924년에, 새들러는 예전 환자와 그의 동료들과 함께 토론을 즐기는 친목 모임을  매주 토요일에 시작하게 되었는데, 우연히 요청에 따라 이 이상한 대화를 소개하고, 그 과정에서 얻는 메시지의 견본을 읽자, 모임에서 즉시 지대한 관심을 끌게 되었고, 곧이어 새들러의 이 이상한 대화가 소문이 났으며, 모임에서 갖가지 질문들을 하기 시작했고, 이들 질문에 대한 답변들이 “접촉 매개자”를 통하여 하늘 존재들로부터 받게 되었다고 한다.
새들러는 이 모음의 시작 과정을 설명하면서, 그들이 만든 수백 개의 질문들이 별로 진지하지 않은 것도 있었으나, 결과적으로 그들의 요구는 모두 기록된 글에서 답을 얻을 수 있도록 되었다고 말한다. 전해 받은 답변 수준에 사람들은 점점 감명 받았으며, 지금의 유란시아서의 분량을 얻게 되기까지 질문이 계속 이어졌다고 한다. 이 모임은 포럼이라는 이름으로 알려져 있다. 새들러를 포함하여 5명으로 구성된 소그룹이 접촉위원으로서 포럼으로부터 사람들의 질문을 모으고, 답변으로 제공받은 기록들을 관리하면서 타이핑으로 정리하고 확인하는 역할을 맡았다고 한다.
새들러와 당시에 참여했던 사람들은 지금은 모두 사망했지만, 이 책의 글들은 1925년과 1935년 사이에 그들이 도저히 이해할 수 없는 방법으로 물리적으로 나타나게 되었다고 주장하고 있다. 이들의 주장에 따르면, 책의 전반부 3개의 부분은 1934년에 완성되었고 제 4부는 1935년에 완성되었다고 한다. 포럼의 마지막 모임은 1942년에 있었고, 글을 받게 된 방법에 대해 비밀을 엄수하기로 서로 약속하는 것으로 이 일이 완료되었다고 말하고 있다.
1935년에 모든 자료를 받아 기록으로 확보되었지만, 명확성을 검토하고 약간의 수정이 가능할 수 있는 시간이 다소의 필요한 것으로 여겨지는 추가 시간을 보냈다고 하며, 이후에 새들러와 그의 아들 윌리엄(빌) 새들러 주니어가 이 글들에 대한 안내문을 잠깐 쓰려고 시도한 적이 있었는데, 그들은 즉시 “작은 등잔 하나로 도시를 밝힐 수는 없다”는 이유와 함께, 자신들의 설명은 단 한마디도 추가할 수 없다는 얘기를 듣게 되었다고 한다. 그러고 나서 머리말을 “받게 되었다”고 말하고 있다. 빌 새들러는 단지 책과 함께 인쇄될 목차를 정리하는 것을 도왔다고 한다.
포럼이 책을 심도 있게 연구하는 동안, 의도적으로 진행되는 교통이 20년 동안 계속되었고, 새들러와 몇몇 사람들에게 책을 출판해도 좋다는 허락이 1955년에 내려졌다고 한다. 유란시아 세계재단은 일리노이 주에서 면세 교육단체로서 1950년에 설립되었으며, 개별적인 모금을 통하여 1955년 10월 12일에 국제 저작권을 가지며 유란시아서를 출판하게 되었다.
접촉 위원회 회원만이 잠자는 매개체를 목격했으며, 오직 그들만이 그의 신분이 누구인지 알고 있을 뿐이다.  장차 사람들이 불필요하게 한 인간 개인을 존중하거나 숭상하는 것을 방지하기 위하여, 모두가 그 사람을 신원미상으로 하여 비밀을 지켜야한다는 요청을 받았다고 한다. 마틴 가드너는 책의 기원과 하늘 존재들을 견주어보면서 좀 더 자세한 설명을 하고 있는데, 접촉 위원회 특히 윌리엄 새들러와 관련된 인물들에 관해 매우 타당성 있는 추정을 하고 있다. 그의 결론에 따르면, 윌프레드 켈로그라는 남자가 잠자는 매개체였으며, 그의 무의식적인 마음이 저술에 이용되었고, 윌리암 새들러가 이후에 편집과 저술하는 역할을 한 것이라 말하고 있다. 그러나 유란시아 지지자들은 밝혀지지 않은 잠자는 매개체에 대한 마틴 가드너의 설명에도 여전히 풀리지 않는 의혹이 있음을 지적하고 있기도 하다.
이는 모스텔러가 사용한 통계학적인 분석과 어휘동원 측정법에 관한 월리스 분석 기법으로 조사한 결과, 이 책은 최소한 9명의 저자가 동원되었으며, 특별히 새들러가 펴낸 그의 저서 《미혹된 정신》과 같이 분석해 보았을 때, 새들러가 저술에 참여하였거나, 아니면 제한적인 편집 가능성을 포함해도 그 어떤 것에도 가담한 아무 징후도 볼 수 없다는 사실을 과학적으로 설명하고 있다.  어네스트 모이어는 이 책은 인류에게 전해지기 위하여 신성한 존재에 의해 매우 세밀하게 준비된 의도를 발견할 수 있다고 주장하면서 그 당시의 켈로그 가문과 윌프레드 켈로그의 관계를 근거로, 가드너의 주장이 단순한 상상이라고 주장하고 있다.

## 가르침

### 하느님의 본성
유란시아에서 하느님은 모든 실체의 창조주이며 유지자로 표현하고 있다. 전지, 전재, 전능하며 무한하며 영원한 영(靈) 개인성이다.
이 책에서의 하느님에 관해 가장 기본적인 가르침은 그가 모든 사람과 개인적인 관계를 가지는 사랑이 넘치는 아버지라는 것이다. "우주에 존재하는 모든 개인성들을 향하여 돌리는 무한자의 얼굴은 바로 아버지, 사랑의 우주 아버지의 얼굴이다.”  유란시아서 안에 다른 수많은 테마가 있다고 해도, 사랑이 넘치는 아버지로서의 하느님이 그의 창조계를 바라보는 하느님의 속성을 통일하는 가장 핵심으로 강조되고 있다.
제 2편 하느님의 본성 에서는 다음과 같은 설명을 하고 있다:
"하느님은 선천적으로 친절하고, 본성적으로 연민이 가득하시며, 영속적으로 자비로우시다. 그리고 아버지에게 그의 사랑함-친절을 불러일으키는 어떤 영향도 결코 필요하지 않다. 창조체의 필요만으로도 아버지의 온화한 자비와 그의 구원하는 은혜의 충만한 흐름을 보장하기에 온통 충분하다. 하느님은 그의 자녀들에 대한 모든 것을 알기 때문에, 용서하는 것이 그에게는 쉬운 일이다. 사람이 자기 이웃을 더 잘 납득할수록, 그를 용서하는 것, 나아가 그를 사랑하는 것이 더욱 쉬워진다."
하느님은 그의 완전함과 무한함에 대한 범위 때문에 신비로움으로 불린다고 말하면서, 글 1편의 우주아버지에는 다음과 같이 쓰여 있다;
"하느님은 자신의 어떤 창조체에게도 숨지 않고 있다. 존재들의 그 많은 계층들이 그에게 접근할 수 없는 이유는, 단지 그가 ‘물질적 어떤 창조체들도 접근할 수 없는 속에 거(居)하고 있기’ 때문이다. 신성한 개인성의 광대함과 장엄함은 진화하는 필사자들의 불완전한 마음으로는 도저히 파악할 수 없다. 오늘날, 너희의 있는 그대로, 너희는 그의 각가지 그리고 다양한 창조를 통해, 그뿐만 아니라 그의 아들들 및 그들의 수많은 종속들의 계시와 직무를 통해, 보이지 않는 조물주를 식별하여야 한다."
책에 따르면, 하느님은 실체의 서로 다른 차원에서 기능하는 개인적 혹은 또한 비(非)개인적 신(神)이다. 하느님은 개별화된 세 분 개인, 서로 동등하며 완전한, 아버지이신 하느님, 아들이신 하느님, 영이신 하느님의 삼위일체 안에 존재하는 것으로 알려져 있다고 설명한다. 책에서는 이들 개인의 경우에 따로 부가되는 명칭을 부르는데, 기본적으로는 "우주 아버지", "영원 아들", 그리고 "무한 영"이다.  3 개인 안에 있는 한분 하느님 개념에 대한 설명이 전적으로 이해하기는 어렵지만, 이 책에서는 이들 관념을 "낙원천국(파라다이스) 삼위일체에 대한 여러 사실들이 결코 신성한 합일체의 진리에 어긋나는 것이 아니며, 낙원천국(파라다이스) 신(神)의 세 개인성들은 모든 우주 실체의 반응과 모든 창조체 관계들에서, 하나로 존재한다."고 기술하고 있다.
아버지, 아들 그리고 영은 영원한 과거부터 영원한 미래까지 신(神)의 "실재적" 개인으로 간주된다. 더 나아가 신(神)의 3 개인들은 "체험적"인 분, 즉 미완성이며 사실화 과정에 있는 분인 최극 하느님, 궁극 하느님 그리고 절대자 하느님으로 묘사되고 있다. 이들 3분 중에서, 최극 하느님, 즉 “최극 존재”는 시간과 공간에서 진화하는 신(神) 개인으로서, 유한한 실체와 무한자를 통합하는 분이라고 하며, 가장 많은 설명을 하고 있다. 궁극 하느님과 절대자 하느님 개인성은 인간이 이해할 가능성이 극히 적은 것으로 간주하면서, 제한적이고 기본적인 내용만을 제시하고 있다.
책에는 많은 계층의 하늘 존재들이 열거되는데, 주목할 만한 서술의 하나를 보면 “창조자 아들”은 우주아버지와 영원아들의 합동 “자손”이라는 기록이다. 또한 우주아버지와 영원아들에 관하여 인류에게 가능한 모든 것을 완전하게 대표하는 분이 바로 신성한 창조자 아들이라고 설명하고 있다. 나사렛의 예수가 이 땅에 육신으로  나타난 창조자 아들이며, 그의 일생과 가르침은 인류에게 영원히 주어지는 하느님의 속성과 개인성에 대한, 가장 완전한 계시라고 기술하고 있다.
마지막 글인 제 196편 글에서 다음과 같이 말하고 있다;
"'예수를 따른다.'는 것은 그의 종교적인 신앙을 개인적으로 공유하고, 사심 없이 봉사한 주(主)의 일생의 영(靈) 안으로 들어가는 것을 의미한다. 인간의 삶에서 가장 중요한 것 중의 하나는 예수가 믿었던 것을 찾아내고, 그의 이상들을 발견하고, 그리고 그의 드높여진 일생에서의 목적을 달성해보려고 분투하는 것이다. 인간의 모든 지식 중에서, 가장 커다란 가치가 있는 것은 예수의 종교적 일생과 그가 어떻게 그 삶을 사셨는지를 아는 것이다.

### 하느님과 개별 존재
하느님은 각각의 개별존재의 아버지로서 설명하고 있다. 그리고 생각조절자라고 불리는 그의 영원한 영의 단편이 하느님의 직접적인 은혜로서 점점 더 이해할 수 있도록 이끄는 것이 저자들의 의도중의 하나라고 말하고 있다. 생각조절자는 또한 “신비한 관찰자”, “내면의 소리”, “신성한 불꽃” 혹은 “이끄는 불빛”으로 불리며, 이 개념의 일정 부분은 힌두교의 아트만, 고대 이집트의 카, 그리고 퀘이커교에서의 내면의 빛과 견줄 수도 있을 것이라고 설명하고 있다. 철학적인 면에서, 이 개념은 소크라테스가 자신의 다이모니온(daimonion, 다이몬-신화)이라고 설명한 것과 비슷하다. 성서적인 전통 개념으로 비교한다면, 이 책에서의 생각조절자는 성경의 “하느님의 형상으로 만들어진 존재” 그리고 “네 안에 계신 하느님의 왕국”구절에 담겨있는 의미와 같다고 기술하고 있다.
글 108편, 생각조절자의 임무와 사명활동에는 다음과 같은 쓰여 있다.
"조절자는 신성의 표식이며 하느님의 현존이다. 하느님 형상이라는 말은 육체적으로 닮았다거나 물질 창조체 자질에 둘러싸여있는 한계를 나타내는 말이 아니라 초라한 우주 창조체 위에 생각조절자라는 천상의 증여로서 베풀어준, 바로 그 우주 아버지의 영 현존이라는 은혜를 말하는 것이다."
유란시아에 따르면, 모든 정상적인-마음을 가진 사람들은 태어난 후 평균 5년 10개월 정도의 시기에, 어떤 도덕적 결정을 내리는 순간 이 하느님의 단편을 받는다고 한다. 이때부터 생각조절자는 강제성을 띠지 않으면서 각 개인의 신성한 동반자로서 평생을 봉사하며, 각자의 자유 의지가 하느님을 찾기를 원하는 데 동의하도록 이끈다고 한다. 생각조절자는 개인이 더욱 성숙하고 영적 생각을 하도록 이끌며, 조절자의 내면 인도에 따르는 방법을 배우고 익힘으로써, 현실 세계에서의 진선미를 점점 발견하고 사랑을 실천하는 “하느님의 뜻"을 선택하여 각자가 더욱 더 하느님에 대한 의식에서의 진보와 영적 성장을 이루게 되는 것이라고 설명하고 있다.
각 개인의 생각조절자는 혼도 아니고 어떤 의식세계도 아닌 전혀 별개의 위상이라고 한다. 유란시아의 가르침에 따르면, 인간 마음이 각각의 조절자의 안내를 선택하는 정도가 그 개인의 혼의 성장을 나타내는 정도이며 이것이 죽음을 거친 다음에 생존하게 되는 것이라고 한다. 혼은 본질적으로는 신성한 조절자라는 아버지와, 인간 의지라는 어머니사이에서 태어나는 영적으로 발육하는 태아라고 설명한다.
이 책은 하느님을 향한 믿음과 신실함에서 마치 어린아이와 같이 되라는 신약성서의 가르침을 자주 연결하고 있다. 이 책은, 사람에게 열린-마음의 학습능력과 생각조절자의 역할이 함께 영적 성장을 촉진하며, 개인이 변함없이 이웃을 사랑하고 봉사하도록 만든다고 말하고 있다. 이 책은 또한 “사람의 잠재의식적 표출과는 대조적으로, 조절자의 계시들은 너희들이 닿을 수 없는 초(超)의식의 영역을 통하여 나타난다. 너희 자신은 이러한 내적 사명활동을 거의 의식하지 못한다. 너희에게는 너희 자신의 물질적 지능에서 나온 산물과, 너희 혼과 조절자의 공동 활동에서 나온 산물을 구분할 수 있는 능력이 전혀 없다.”고 말하면서 생각조절자는 신앙과 종교적 관점에서 이해해야 하며, 과학적 혹은 추론을 통해서 하느님이나 생각조절자의 실체를 확인하고 증명하려는 시도는 결코 성공하지 못할 것이라고 강조하고 있다. 그리고 인간이 실질적 체험으로 하느님의 현존, 생각조절자를 의식해 보려면, 먼저 이를 믿는 신앙이 필요하다고 설명하고 있다.
글 101 편, 종교의 실제적인 본성에는 다음과 같은 내용이 있다.
"종교적 체험은, 본질적으로 영적이기 때문에, 물질로 이루어진 몸체의 마음으로는 결코 완전하게 이해될 수 없다; 그래서 그러한 체험은 신학적 작용이나 종교 정신으로 설명되는 것도 아니다. 하느님에 관하여 인간이 깨닫는 본질적 교리는, 물질로 이루어진 유한한 이해 능력에서 하나의 역설이 되고 있다. 그 때문에 인간의 논리와 유한한 이성으로 하느님이 각 개별존재의 일부분으로 그리고 개별존재 안에 내주하고 있다는, 신성한 내재에 대한 개념과 우주들의 우주를 신성하게 지배하고 있는 하느님의 초월성에 대한 관념과 조화시키는 것은 거의 불가능한 일이다. 개인 실체로서의 하느님의 초월성 개념을 신앙적인-파악으로 이해하고 이에 대한 경배를 올바르게 지적으로 인식하는 것과, 그리고 하느님 단편이 내주하며 현존하고 있다는 것을 인식하여 그로서 개인성의 생존이라는 소망을 확신하게 되는, 신(神)에 대한 이들 두 가지 본질적 개념은 반드시 합일되어야만 한다. 종교의 실체들이 지적으로 이해할 수 있는 필사자의 수용력을 철저히 벗어난다는 사실 속에, 종교의 난제들과 역설들이 선천적으로 들어 있다."
끈질기게 악을 행하는 것은 끈질기게 조절자의 안내를 거절하는 것과 하느님의 뜻(의지)을 저버리는 것과 같다고 묘사한다. 항상 이기적이고 악한 일을 선택하는 것은 결과적으로 죄를 범하는 것이며, 불의는 아무런 실체가 아닌데도, 완전하게 불의로서 자신의 모습을 증명하는 것이라고 설명한다. 이로써 개별존재의 정체성은 궁극적으로 소멸되는 결과를 가져오며, 이러한 사람의 개인성은 '마치 그들이 결코 존재한 적이 없었던 것처럼'되며, 악으로-신분이 증명된 개별존재는 그들이 죄를 범함으로써 스스로 자신을 파괴하면서 온통 비실체가 되어가는 것이라고 지적하고 있다.  지옥이나 윤회에 대한 개념은 이 책에서는 가르치지 않는다.
글 5편, 하느님과 개별존재와의 관계에는 다음과 같은 내용이 있다.
"위대하신 하느님은 필사 사람과 직접적 접촉을 만들며 그리고 그의 안에 살고 거주하도록 그의 무한하고 영원하며 이해할 수 없는 당신 자신의 일부분을 내어주신다. 하느님은 사람과 함께 영원한 모험 여행에 오르셨다. 만일 너희가 너희 안의 그리고 너희 둘레의 영적 기세들의 안내를 따른다면, 너희는 공간의 진화 세계들로부터 상승하는 그의 창조체들의 우주 목표로서, 사랑하는 하느님에 의해 수립된 그 높은 운명을 달성하는 데 실패할 수 없다."
이 책의 말에 따르면, 만약 각 개인이 자신의 생각조절자의 인도를 받아들이기를 선택하고 그로서 자신의 신분을 함께 갖춘다면, 모든 개인은 궁극적으로 각자 신성한 단편과 융합하여 결코 분리될 수 없는 하나의 개체를 이루도록 운명되어 있다고 한다. 이 융합은 인간 개인성이 영원한 삶이라는 승리를 얻는 순간이며, 이는 원칙적으로 죽음 후에 일어나는 일이라고 말하고 있다, 그러나 이 땅에 이러한 융합도 가능하다고 말하면서, 인간의 생애 중에서 융합이 일어나면 결과적으로 “융합 섬광”으로 보이며, 육신은 불타는 빛으로 소멸되고 혼은 사후세계로 "이동"된다고 말하고 있다. 히브리인 선지자 엘리야가 죽음을 거치지 않고 “불 수레”안에 갇히어 하늘로 올랐다는 역사 기록이 바로, 이렇게 지구에서 그러한 융합을 달성한 매우 드문 경우라고 설명하고 있다. 하느님의 단편과 융합하면, 모든 개인은 우주 안에서 상승시민의 삶을 살면서 길고 긴 여행을 통하여 성장과 모험의 순례 길을 거쳐 궁극에는 하느님과 파라다이스에 이르게 된다고 한다. 이 여정을 모두 끝마친 필사 존재들을 "최종자"라 부르고 있으며, 이 책은 계속하여 이들 "영화롭게 된 필사 존재들"의 잠정적 운명에 관하여 논하고 있다.
유란시아는 모든 개별존재들이 하느님을 알고 다가가는 데에서 동등한 기회를 가지고 있다고 강하게 역설하고 있으며, 각 개인이 영의 인도에 진지하게 따른다면 우주의 그 어떤 것도 인간 존재의 영적 진보를 방해할 수 없다고 말하고 있다. 그러한 영의 인도는 사람들이 실질적으로 각자를 서로 이해하고 사랑과 평화안에서 살아가는 방법을 찾아가는 것이며, 서로 돕는 존재가 되어가도록 일하는 것이라고 말한다. “예수가 보여준 종교”를 익히고 따르는 것이 모든 것을 바쳐 아버지이신 하느님을 사랑하는 것과 같다고 말하면서, 예수가 사람들을 사랑했던 그러한 길이 바로 사람이 다른 개인을 사랑하는 길이며 아버지로서 하느님을 보려면 모든 이웃을 영적 형제로 깨닫고 사랑해야만 한다고 말하고 있다.

### 우주론
유란시아는 우주와 인간에 대하여 상세하게 관계와 전망을 제시하고 있다. 이 책은 우주가 현대 과학이론에서 말하고 있는 생성시기보다 훨씬 까마득한 이전에, 지적 그리고 목적을 가진 조직체로 탄생되었다고 가르치고 있다.
“우주”라는 용어는 여러 규모의 서로 다른 조직체를 나타내는 용어로 사용하고 있으며, 아마도 은하수 바깥 부분의 은하계를 여전히 “우주 공간의 섬”으로 부르던 시기에 쓰였기 때문인지도 모른다. 책에서 말하는 초(超)우주는 대략 은하계나 은하단의 크기와 비슷한 것 같으며 지역우주는 크기가 초(超)우주의 0.00001 정도에 이른다고 설명하고 있다. 현대 용어사전에 우주를 설명하고 있는 "하나의 전체를 이루고 있는 모든 존재하는 물질과 공간"이라는 의미로 본다면, 이 책에서 말하는 "주(主)우주"가 이 개념에 해당될 것이다. 우주라는 말이 단독으로 사용된 경우에는 본문 내용에서 그 규모를 추정하면서 이해해야만 한다.
중심으로부터 바깥쪽으로 조화우주 전체를 도식화해 본다면, 다음과 같다:
- 낙원천국(파라다이스) 섬 - 모든 주우주 내에서 가장 거대한 조화우주 실체

- 낙원천국(파라다이스)의 신성한 구체 - 21개의 광대한 세계, 각각 7세계로 이루어진 아버지의 세계, 아들의 세계, 영의 세계인 3개의 원형 순환계이며 공간의 내부 여백에서 회전하고 있다.

- 하보나 - 일곱 개의 순환회로 전체에서 가장 안쪽에 있는 "3,500만개의 세계", 그리고 가장 바깥쪽의 "2억 4,500만개의 세계"를 포함하여 ”비례로 배열된“ 전체 십억 개의  완전 세계가 회전하고 있다.  이들을 둘러싸고 있는 것이 "검은 중력체"이며 이들이 하보나를 "완전하게 둘러 덮어서 에워싸고 있다“ 이것은 "엄청나게 큰 몸체"이며 독특한 공간 침투에 의하여 똑같은 타원 순환회로 안에서 분리되어 있다.  낙원천국(파라다이스) 섬, 21개의 신성한 구체, 하보나의 10억 세계 그리고 검은 중력체가 서로 교번으로 회전하고 있으며  전체를 통틀어  ”중앙우주“, ”신성한 우주“, 그리고 ”낙원천국(파라다이스)-하보나 시스템”으로 부르고 있다.

- 중앙우주는 움직임이 거의 없고 직경이 알려지지 않은 "상대적으로 고요한 중간지대"에 의하여 둘러싸여 있다. 중간공간지대를 지나서 일곱 초우주가 중앙우주 주위를 회전하고 있고, 이들의 직경은 약 40만-50만 광년이다. 초우주들은 시간과 공간의 진화 세계를 품고 있으며, 이 일곱 초우주의 바깥은 평균 넓이가 40만 광년이 되는 또 다른 중간공간지대가 둘러싸고 있다. 조화우주의 목적으로 거론하는 것 중 하나가 지능 생명체가 원시 생명체로부터 창조되고 또 진화하는 세상을 제공하는 것이라고 한다. 일곱 초우주가 완전하게 발달되면 각각 1조개의 생명체 거주 세계를 가지게 되며, 구분되는 차원마다  고안건축 구체라는 세계가 본부 행성으로 포함된다. 이들 구체는 체계를 이루고 있으며 거주하는 하늘존재들과 기타 생명체들을 위하여 자체적으로 독립적으로 빛과 열을 발생하고 있다. 이들은 관리와 교육을 위한 세계로 창조되었으며, 어떤 것은 정확하게 또 어떤 것은 개략적으로 설명하고 있고 각각 거느리고 있는 거주세계의 중력 중심을 이루고 있다. 초우주의 상세한 조직이 제공되어 있는데, 요약하면 다음과 같다.

- 유란시아와 같은 개별 거주세계
- 지역체계 - 1,000개의 거주 세계
- 별자리 - 100개의 지역 체계
- 지역우주 - 100개의 별자리
- 소구역 - 100개의 지역우주
- 대구역 - 100개의 소구역
- 초우주 - 10개의 대구역.

- 이들의 바깥에는 광대한, 비거주 지역인 "외부 공간 차원들"이 있다. 첫 번째 외부공간 차원은 직경이 5,000만 광년으로 추정되고, 같은 직경의 중간 공간지대에 둘러싸여 있다. 2번째, 3번째 그리고 네 번째 외부 공간 차원들은 더욱 광대한 규모로 둘러싸고 있으며 각각의 차원도 역시 같은 규모의 중간공간지대로 분리되어 있다.

- 윌리암 새들러 주니어가 쓴 보조 자료인 주(主)우주에 대한 연구 의 3장 부록을 보면 유란시아 글의 저자들은 "계시되지 않는 창조계가 추가로 있다고 추정"하고 있으며 이러한 창조계를 지나서 다시 "결코 시작이 없고, 결코 끝남이 없는 무한 우주가 있다는 가능성"을 이야기 하고 있다.

유란시아서은 우주의 기원에 관해서는, 현대 과학적 가설과 대치되는 설명을 하고 있으며, 현재 천문학적 관찰에서의 오류가 어떤 원인에서 비롯되는지 제시하고 있다. 예를 들면, 공간 호흡에 대한 개념인데 이것은 모든 공간이 20억년 동안 확장과 수축의 주기를 가진다는 것이며, 이것을 천문학상의 적색편이에 대한 설명의 한 부분으로 주장하고 있다. 유란시아서은 우리가 현재 확장 주기에서 중간 지점에 있다고 말한다.
유란시아서이 여러 글에서 거론하는 우주론은 과학적인 새로운 발견과 출현에 따라서 마땅히 수정되어야 하는 내용이라고 스스로 밝히고 있는데, 이는 이 책의 계시가 과학을 대신하려는 목적이 아니기 때문이라고 한다.

### 인류의 기원, 세계 역사와 미래
이 책은 우리가 사는 유란시아가 우주에 있는 수백만 생명체 거주 행성중의 하나로 간주하고 있다. 책에서 전개되는 가르침에 따르면, 우리가 사는 세계는 수십억 년에 걸쳐 운석이 집합되는 대변혁기로부터 물리적 창조가 기원되었고, 생명체 발달이 가능한 조건이 될 때까지 점진적인 변화를 거쳤으며 미세한 해양 생명체로 시작된 길고 긴 유기체 진화과정을 겪은 다음, 해양에서부터 육상으로 식물과 동물로 이어지도록 인도되었다고 설명하고 있다. 인류의 창발은 여우원숭이의 조상에서 기원이 시작되는, 어느 영장목에서 수백만 전에 발생되었다고 한다.
유란시아서은 "모든 이 이야기는 지구 전체에 기록된 광대한 '암석 역사책'의 화석에서 생생하게 나타나 있으며, 너희가 그것들을 해독할 수 있는 기술을 습득하기만 한다면, 거대한 이 생물지질학적 기록들 속에서 반드시 진실을 발견하게 될 것이다. 이러한 고대의 해저 지층들 대부분은 현재 육지 위로 높이 솟아올라 있으며, 여러 시대에 걸쳐 퇴적된 지층들은 그 초기에 생명들이 어떻게 투쟁하며 살아남았는지를 보여준다. 너희들 중에 어떤 시인이 '우리가 밟고 있는 이 흙도 한 때는 살아 있었다.'라고 표현한 것은 정말로 맞는 말이다."라는 설명을 하고 있다.
진화는 현대 과학적 관점과는 다른 시각으로 설명하면서, 질서 있게 순차적으로 조절된 것이라고 말하고 있다. 원시 생명체는 우연히 어쩌다가 생겨난 것이 아니라, "생명운반자"에 의하여 지능적으로 계획되었고, 이식되었으며, 관찰되었다고 가르치고 있다. 책의 내용에 따르면, "필사자 사람은 진화적 사건의 하나가 아니다."라고 말하면서, 유란시아와 같은 행성에서 일어나는 진화의 목적은 "의지 존엄성"을 지니는 생명체가 창발되는 것이라고 말하고 있다. 이것은 의지만이 영적 본성을 개발할 수 있고, 물질로 이루어진 현존을 생존시켜 결국 영원한 영적 삶을 누리도록 나아갈 수 있기 때문이라고 한다.
유란시아 글은 생물학적 진화를 가르칠 뿐만 아니라, 인류 사회 그리고 영적 이해가 어떻게 서서히 또는 급격하고 향상하고 또 한편 퇴보의 위험을 겪으며 진화하는지를 상세하게 가르치고 있다. 궁극적으로 진보는 신성한 계획을 따라 진행한다고 말하면서, 이 계획에는 주기적으로 내려주는 계시의 은혜를 포함해서, 천상의 선생들에 의해 수행되는 사명봉사 활동으로 나타나며 이 모든 것이 궁극적으로 먼 미래에 "빛과 생명"의 위상에 오르는 이상적인 세계로 이끄는 것이라고 말한다.
이상적이고 신성한 계획이 있으며, 그리고 완전 차원을 아직 달성하지 못한 수많은 하늘 존재들이 양육되고 관리되고 있으며, 고의적인 반란이나 잘못을 통하여 이러한 계획은 방해받기도 하고 손상된 발전을 회복하는 데 긴 시간이 다시 필요하다고 한다. 유란시아 행성은, 일반적인 다른 생명체 거주행성과 비교해 볼 때, 이곳에 있었던 영적 감시자의 태만과 유별나게 심했던 반란의 역사 때문에, "지능적인 진보와 영적 달성의 모든 면이 엄청나게 늦은" 행성이며 "어둡고 혼란스러운" 행성으로 특별히 지목되어 있다고 가르치고 있다.

## 종교적 가르침에 대한 비교

### 기독교와의 비교
현존하는 세계의 모든 종교와 비교해 볼 때는, 유란시아서의 가르침이 기독교의 가르침과 가장 비슷하다. 그렇지만, 유란시아서과 기독교인이 일반적으로 받아들이는 믿음과는 많은 그리고 시각에서는 현격한 차이가 있는 것으로 보인다.
예수는 유란시아서에서 신약 성경처럼 여전히 높이 받들고 있다. 이 책의 3분의 1 이상을(제 4부) 그의 일생과 가르침에 대한 이야기에 바치고 있다. 그의 이야기들은 예수가 살았던 당시를 포함하여 2천명 이상의 개별존재가 지녔던 “최상의 개념”이 모아져서 바탕을 이루고 있으며, 한편으로는 “초(超)인간”과 “초(超)행성 정보근원”에서 여러 자료를 동원하고 있다고 말하고 있다.
기독교 성경에 나오는 예수가 어떤 분인지 그의 속성에 대하여 다음과 같이 말하고 있다.
- 그는 하느님의 아들이며 마리아와 요셉에게서 탄생되었다.
- 그는 사람의 몸을 지닌 하느님, 즉 인성과 신성을 모두 갖추었다.
- 그는 완전한 삶을 살았다.
- 그는 자신의 "길, 진리, 그리고 일생"으로서 사람에게 하느님을 계시하였다.
- 그는 성경에 기술되어 있는 것처럼, 나자로의 부활, 물을 포도주로 만든 일, 오천 명을 먹인 일,  그리고 수많은 약자, 장님 그리고 병자를 고치는 기적을 행하였다.
- 그는 12명의 사도를 가르쳤고, 그들 대부분이 그의 가르침을 널리 전파하였다.
- 그는 십자가에 못 박혔고 죽은 후 3일째 되는 날 죽음에서 다시 살아났다.
- 그는 우리가 사는 세상에 언젠가는 다시 올 것이다.

유란시아서은 대부분의 기독교 신자가 지니고 있는 다음과 같은 일반적인 개념을 공유하고 있다.
- 하느님은 모든 실체의 창조자이다.
- 하느님은 전지, 전재, 전능이며 무한하고 영원하다.
- 하느님이 사랑 넘치는 개인으로 묘사되고 있다. 즉 "하느님은 사랑이시다."
- 하느님은 3분 개인성의 삼위일체로 존재하는 유일한 신(神)이다;
- 하느님은 광대한 "하늘 천국의 무리들"을 거느리고 있다;
- 하느님을 믿음으로서 하느님과의 개인적 관계를 가지는 자는 "영으로 태어나게"되는 것이다.
- 하느님을 믿는 신앙을 가지는 사람들은 죽음 후에도 생존한다.
- 천사와 신성한 개인성들이 존재하고 있으며, 사람들의 일생을 보호하고 사명활동을 하도록 보내지고 있다.

기독교와 다른 여러 가지가 있는데, 다음과 같은 것이 포함된다.
- 예수님의 십자가 죽음은 인류의 죄를 대속하기 위한 것으로 여기기 보다는 하느님의 사랑을 예시한 증거로서 설명하고 있다. 십자가 죽음이 인류를 위한 대속이라는 가르침은 자신들의 권위와 위치를 위협하는 것으로 여겼던 당시의 종교 지도자들의 공포심에서 비롯된 것 중의 하나라고 설명하고 있다.
- 하느님은 결코 분개하거나 화를 내는 분이 아니며, 그는 온통 아버지-같은 사랑으로 존재하는 개인성이라고 가르치고 있다.
- 예수는 70만 명의 하느님의 "낙원천국(파라다이스) 아들" 즉 "창조주 아들"중의 하나인, "네바돈의 미가엘"이 인간으로 육신화한 것이라고 기술하고 있다. 예수는 기독교에서처럼 삼위일체의 둘째 분으로 묘사하지는 않고 있다. 이 책에서는 그러한 삼위일체의 둘째 분으로는 영원 아들을 설명하고 있다.
- 예수는 이 땅에서 동정녀 몸에서 탄생되었다는 말 대신에, 부모 사이에서 자연적인 방법으로 출생되었음을 암시하고 있다.
- 예수는 성경에 기록된 물 위를 걷는 것과 같은 과시를 위한 이적은 행한 적이 없으며, 성경에서 나타난 모든 기적이 모두 그의 신성에서 비롯된 것이 아니라 일부 기적은 수혜자의 믿음이 바탕이 되었다고 말하고 있다. 또한 대부분의 기적이 자발적으로 자신의 속성을 표현하려는 의도적인 것이 아니었음을 설명하고 있다.
- 예수는 12명의 여성(시간이 지나면서 추가)을 종교 선생으로서 임명하였으며, 이들이 예수와 그의 사도들의 설교 여행에 관여하고 또 동행할 수 있도록 허용되었다고 말하고 있다.
- 예수는 "더욱 영광스런 형태"로 무덤에서 다시 부활했으며, 이 형태는 물질과 영 사이에 존재하는 과도기 형태로서 책에서는 "모론시아"라는 이름으로 표현하는 형태이다.

죽음의 과정을 겪는 모든 존재와 마찬가지로, 그의 물리적 몸체인 육신도 부패과정을 겪기는 했지만, 다만 천상의 존재들이 "시간을 가속화"하는 과정을 통하여 창조주인 그의 육신을 순식간에 분해함으로써 무덤에서 옮겼다고 한다.
이 책의 설명에 따르면, 예수는 세상에 여러 번 돌아올 수도 있다고 한다. 이것은 전통적 기독교인의 지니고 있는 오직 한번만 돌아온다는 그러한 종말론과는 다른 의미를 지니고 있다.

### 불교와의 비교
유란시아는 불교를 "위대한 세계적, 범민족적 신앙"의 하나로 여기고 있으며, "수많은 민족의 사회윤리와 도덕과 순응되며 오직 기독교만이 불교에 맞먹을 만하다."고 설명하고 있다.
고타마 싯다르타는 참된 선지자이며 그의 교리는 당대의 사람들을 위하여 진정으로 혁명적이고 놀라운 것이라고 이 책은 가르치고 있다. 이 땅에 현존하는 모든 윤리와 종교적 가르침에서 볼 때, 그는 인류의 역사에서 가장 특출한 일곱 명 스승의 한분으로 존중되고 있으며, 여기에 모세, 노자, 그리고 사도 바울을 포함하고 있다.
이 책에서 말하는 생각조절자가 비록 부처의 가르침과 완전히 일치하지는 않지만, 그러나 이 책에서는 신성한 본성, 즉 불성이 모든 중생에게 들어 있으며, 그리고 각자 스스로의 노력으로 바로 이 내면의 신성에 대한 실현을 달성할 수 있다는 불타의 가르침은, 계시받지 않은 종교에서 찾을 수 있는, 생각조절자에 대한 가장 명쾌한 설명이라고 거론하고 있다.
불성이 결코 어떤 영원토록 만드는 혼으로 착각되지가 않기 때문에, 오직 깨달은 자만이 그러한 잠재성을 지니고 있다는 점에서 불교는 매우 명백하게 사실을 설명하고 있다고 한다. 불성을 또한 마음의 본질을 "밝고 명백하게 아는 것"으로 이 책에서는 설명하고 있다.
그러나 유란시아서에서는 고타마의 체험이 참으로 슬픈 일이라고 말하면서, 그가 자신의 철학이 영적 하느님의 실체를 상상하는 것에 처음부터 실패한 “고적한 예지자”였다고 설명하고 있다.
이러한 설명에도 불구하고,  이 책은 다음과 같은 내용을 거론하고 있다.
"불교는 오늘날에도 살아있고 자라나는 종교인데, 왜냐하면 그것에 따라있는 가장 높은 도덕적 가치들을 성공적으로 보존하고 있기 때문이다. 그것은 평온과 자기-조정을 증진시키고, 침착함과 행복을 증대시키며, 많은 슬픔과 비탄을 막아준다. 이 철학을 믿는 그들은 그렇지 않은 많은 사람들보다 더 나은 삶을 산다. 과거의 암흑기 기간 동안 그토록 영웅적으로 잘 견디어 온 이 고귀한 신앙이, 인도의 위대한 선생의 제자들이 한때 새로운 진리를 선포하는 그에게 귀를 기울였던 것처럼, 확대된 조화우주 실체의 진리를 다시 받아들일 것인가? 그토록 오랫동안 찾으려고 애써온 하느님과 절대자에 대한 새로운 개념을 제시하는 상쾌한 자극에 다시 한 번 반응을 나타낼 것인가?"

### 그 밖의 다른 세계 종교와의 비교
이 책에 나오는 많은 단문에는 그 밖의 세계 여러 종교에 대하여 평가해볼 수 있는 내용들이 거론되어 있다. 이들 중에는 이슬람교, 도교, 유대교, 힌두교, 신교 그리고 유교가 있으며 그밖에 인류 역사에 기록된 다른 여러 종교에 대한 해설이 있다.
글 131편의 세계의 종교에서 세계 여러 종교가 모두 공통점을 가지고 있다는 점을 "예수의 종교"와 함께 논하면서 이들 여러 종교를 더욱 깊게 논하고 있다. 그러나 세계의 이들 여러 종교에 대한 수많은 근거들과 참조 내용은 제 3부 "유란시아의 역사"의 글 86편 종교의 초기 진화 에서부터 시작되고 있다.

## 문학으로서의 고려
유란시아서는 공상과학, 역사소설, 혹은 판타지 이야기로 즐기는 것으로 보인다. 또 어떤 사람은 이 책을 실제 역사책으로 여기고 있다. 유란시아서는 담겨 있는 내용의 일관성과  고도의 기술 방식으로 상당히 주목받고 있으며, 회의론자인 마틴 가드너는 자신의 글에서 이 책이 “상상력이 대단히 뛰어나다.”라고 말하면서 “우주에 대한 환상이라면 이 책과 필적할 만한 것이 없으며, 이 책의 우주 이야기는 내가 알고 있는 그 어떤 공상과학 소설의 우주보다 뛰어나다.”라고 신랄하게 비평하고 있다.
제1, 2 그리고 3부는 대체로 설명하는 내용으로 기술되어 있다. 이곳의 글들은 새로운 소식들이며, 있는 그대로를 기술하는 형식으로 교육적인 내용을 담고 있다. 책의 제4부는 예수의 일대기에 할애하고 있다. 그래서 어떤 사람은 이것이 멋지게 동원된 언어, 상세하게 묘사된 장면, 잘 짜여진 줄거리 그리고 사실적 대화라고 느끼기도 한다. 문학적인 점에서 본다면, 제4부는 주제 사라마구(Jose Saramago)가 쓴 《예수 그리스도의 복음》이나, 마이클 무어코크(Michael Moorcock)가 쓴 《이 사람을 보라(Behold the Man)》와 같은 예수의 일생을 다룬 책으로 일단 견주어볼 수 있다. 마틴 가드너는 제4부를 특히 “잘 쓰인, 감동적인 작품”이라고 꼬집어 말하면서 “이 내용이 인류 역사적 사실과 정확하게 일치하는 것은, 예수 당시의 일들을 잘 알고 있는 진짜 초인간 존재들로부터 직접 나온 얘기거나, 아니면 어떤 상상력이 뛰어나고 신약성경을 외우고 있는 사람이 예수님이 살았던 당시를 알려고 온통 몸부림을 치다가 드디어 지어낸 이야기거나 둘 중의 하나이다.”라고 말하고 있다.

## 비평적인 관점들
유란시아는 제한적이기는 하지만, 공식 비평과 평가를 받고 있다. 논쟁 대부분에 들어있는 공통점은 다음과 같은 것들이다.
- 이 책이 과연 하늘존재로부터 받은 하나의 계시이며 이들 하늘존재들의 직접 제시에 따라 쓴 것인가에 대한 논란.
- 과학적인 관점에서는, 이 책이 설명하고 있는 과학의 일부들은 현대 이론과 충돌하고 있다는 점.
- 이 책이 다루는 몇몇 개념은 표절된 것으로 의심받을 수 있다는 점.
- 성경이 하느님의 말씀이며 무오성을 믿는 신앙인들에게 진리로서 지켜온 기독교 일부 교리와 책의 내용이 부분적으로 충돌하고 있어서 받아들일 수 없다는 점.

### 계시라는 주장에 대한 비평
글 92편 종교의 후기 진화에서 저자는 예수의 일생이 인류를 위한 4번째 계시가 되어 있으며, 유란시아 글들은 "시대적 의미"에서 인류에게 5번째 계시라고 기술하고 있다.
이 책이 1955년 이후에 인쇄되었는 데 반하여, 한편 최근에 출현하여 계시라고 주장하는 다른 종교적 성서, 가령 예를 들어 몰몬경과 같은 책과 비교했을 때, 유란시아서은 빠르게 성장하지도 않았음을 보여준다. 그리고 교회, 수도원 혹은 사찰같은 시설도 그리고 성직자도 나타나지 않았으며, 추종자들이 인구조사 통계에 잡힐 정도의 아무런 회원 조직도 없다. 2006년 현재 유란시아 세계재단이 시카고에, 5명이 있는 조그마한 사무실을 하나 가지고 있는 것으로 되어 있다.
유란시아가 계시라는 주장은 여러 가지 이유로 비난을 받아오고 있다. 마틴 가드너(Martin Gardner)와 같은 회의론자들은 책에서 말하는 과학적 사실이 엉터리라는 점을 이유로, 이 책은 계시가 아니며 순전히 인간 작품이라고 말하고 있다. 또한 기독교인의 시각에서는 이 책이 기독교의 특정 기본 교리를 지지하지 않기 때문에, 또한 예수의 일생이 혹은 예수의 일생이 성경에 안나오는 성경 외적 요소를 담고 있다는 이유 때문에, 이 책은 진정으로 신성한 계시가 될 수 없다고 주장하고 있다. 일부 내용이 영지적인 것으로 여겨지기도 하지만, 유란시아서은 영지주의와 연관되는 교리를 전혀 지지하지 않고 있다.
또 다른 비평들은 거의 킹 제임스 성경의 2배에 달하는, 2,000페이지가 넘는 분량에 대한 것이다. 이것을 이해하고 생각하기에는 너무나 내용이 많고, 복잡하고 또 관료적으로 딱딱하다는 점을 지적하고 있다
지지자들의 주장으로는 하늘이나 초인간 존재로부터의 계시가 인간의 지식으로 검증된다는 것은 모순이며, 일방적 주장으로 계시로 인정받을 수는 더더욱 있을 수 없다는 점을 거론하며, 어떤 진실과 현상이 계시인지 아닌지는 감정이나 일반적인 논평으로 판단되는 것이 아니라 전적으로 각 개인의 냉철한 이성으로 결정하여야 한다고 반박하고 있다.

### 과학에 대한 비평
글 101 편 종교의 실제 본성에서 저자는 다음과 같은 말을 하고 있다.
“이들 일련의 계시 발표에서 역사적 사실들과 종교적 진리들은 다가오는 시대들의 기록에 여전히 남게 되는 반면, 물리 과학에 관련된 우리들의 진술 대부분은 몇 해가 지나지 않아서 새로운 발견과 이에 따르는 과학적 발달에 따라 교정되어야 할 필요성에 봉착할 것임을 우리는 너무나 잘 알고 있다. 이러한 새로운 발전들을 우리는 지금도 예견하고 있지만, 그러나 인간이 발견하지 못한 그러한 사실을 우리가 이 계시 기록에 포함시키는 것은 금지되어 있다. 계시가 모두 어떤 영감을 받은 것이 아니라는 것을 분명하게 해 둔다. 이들 계시에서의 우주론은 영감은 받는 것이 아니다. 그것은 현재-시대에서의 지식의 합동과 분류에 관하여 우리가 받은 허락 안에서 제한된다. 신성한 혹은 영적인 통찰력은 하나의 선물로 주어지는 반면, 인간 지혜는 진화해야만 한다.”
마틴 가드너 같은 회의론자들은 유란시아서에 기술된 과학과, 책이 기원되었다고 말하는 시기의 이미 알려진 사실을 예리하게 대비하고 있다. 그는 책의 저자가 인류에게 알려지지 않은 과학적 사실은 들어있지 않다고 말하는 것은, 단지 미래에 밝혀질 실수를 미리 감추고 드러나는 오류를 숨기려는 책략이라고 주장하고 있다. 1955년 이후의 미래 과학 지식을 제시하는 것을 삼가야 한다는 저자의 말 자체가, 이 책이 놀라운 지식을 지닌 하늘 존재가 쓴 것이 아니고 인간이 쓴 것임을 역설적으로 증명하는 것이라고 주장한다.
유란시아서에 담겨있는 과학적 사실에 대한 평가의 몇몇 예를 보면 다음과 같다.
책이 기술하는 태양계 시스템은, 챔벌린-몰튼(Chamberlin-Moulton)의 가설 과 일치한다. 비록 이것이 20세기 초에는 널리 알려진 것이지만, 1940년대 초까지는 목성과 같은 일부 행성의 각운동과 일치되지 않는다는 헨리 러쎌(Henry Russell)의 반론 때문에 당시에는 폐기된 주장이었다.
현재 태양계의 기원에 대하여 과학적 해석으로 채택하고 있는 것은 태양 성운설이다.
- 이 책에서는 우리의 우주 나이가 1조년 이상이라고 거론하며 더구나 우주가 20억년 주기로 확장과 수축을 반복하는 호흡을 하고 있다고 말하고 있다. 그렇지만 현재까지의 관측에 의하면, 우주의 진짜 나이는 대략 137억년으로 추정하고 있다. 이 책에서는 빅뱅이론을 받아들이지 않는다.

- "극자"라고 지칭하는 기본입자는 100개가 모여 전자를 이루고 있다고 책에서 말하고 있는데, 이렇게 설명되는 이 입자는 그 어떤 과학에서도 알려진 바가 없고, 이 개념은 현재 입자 물리학에서도 받아들여지지 않고 있다.

- 이 책에서는 몇몇 종(種)이 변종의 과정을 거치지 않고 갑자기 진화하였다고 거론하는데, 이 이론은 독일 식물학자 휴고 드 브리스(Hugo De Vries)가 제창한 이후, 잠깐 나타났다가 지금은 받아들이지 않는 이론이다.

- 유란시아서에 따르면, 다양한 색의 인간 종족이 한 세대, 한 가정에서 갑자기 나타나는데, 이들 아들과 딸들이 햇볕을 받으면 파랑, 노랑, 빨강, 초록, 오렌지 그리고 남색으로 변했다고 말하고 있다. 이들 자손들이 부모의 색을 물려받았으며, 이후 아담과 이브가 보라색 종족을 탄생시켰다고 말하고 있다. 이 책에서 보는 관점은 파랑, 노랑, 빨강을 “1차” 인종으로 초록, 오렌지, 남색을 “2차”인종으로 여기고 있으며, 초록과 황색 인종은 멸종되도록 이끌렸고, 나머지 종족은 시간이 지나면서 혼합되었다고 한다. 현대 진화론에서는 이러한 이론을 뒷받침하지 않고 있다.  다만 책에서 35,914년전이라고 밝히는 아담과 이브의 도래 시기[18] 와, 최근의 유전공학에서 밝힌 현대 인류의 특징인 마이크로세팔린의 출현 시기[19] 인 37,000년이 일치된다는 사실에서 이들이 생물학적 향상을 위해 계시된 존재임을 반증한다는 주장이 있다.

- 이 책이 당시에 잘 알려진 행성 기원에 대한 관념을 그대로 답습하고 있는데, 수성이 조력에 의한 회전주기 때문에 태양을 마주보는 면이 항상 동일하다고 말하고 있는 것이 그것이다, 그러나 1965년에, 무선천문학자는 수성은 모든 면이 태양에 노출될 수 있을 만큼 자전의 속도가 빠르다는 것을 발견했다. 또한 같은 문단에서 유란시아서이 조력 손실마찰은 행성, 혹은 다른 항성체가 "자전이 멈출 때까지" 회전을 감속시킨다고 잘못 서술하고 있는데, 이것은 자전이 사라지는 것이 아니라, 다만 회전이 완전한 공전 궤도와 같아지면서 안정되는 것이라는 설명이 정설로 되어있다.

- 책에서는 텐스콰타와라는 쇼니족 예언자가  1,808년에 태양의 일식을 예언하였다고 말하고 있는데, 그러나 일식이 실제 일어난 시기는 1806년 4월 말경과 1806년 6월 16일이라고 계산되고 있다.

이 책에서는 인류 종족에 관하여 서로 모순되는 설명이 발견되는 것 같다. 이 책을 지지하는 사람들은 이들 비평들이 책의 문맥을 무시하고, 일부의 내용만을 읽기 때문이라고 지적하고 있다. 가드너는 윌리암 새들러가 몇몇 인종우월론자와 함께 이 책을 합작했거나, 혹은 그들이 책을 편집하도록 손을 썼다고 믿고 있다. 성(性-sex)에 관하여 서로 모순되는 기술도 역시 발견할 수 있다고 주장한다. 이 책에서는 여성의 지위 향상과 자율성을 지지하면서도, 한편으로는 남성과 여성은 서로 분리된 영역”에서 살고 있으며, 여성이 더욱 직관력이 있으나 남성보다 논리적 능력에서 부족하다는 식으로 기술하고 있다.
이 책에 심취하는 일부는 과학을 포함하여 유란시아서이 담고 있는 모든 정보가 말 그대로 진실이라고 믿지만, 한편 다른 지지자들은 책에서 과학적 사실은 완전히 정확한 것이라고 믿지 말라는 경고를 받아들여야 한다고 주장하고 있다.
기독교 연합교회의 원로 목사이자 유란시아의 자유주의 신학박사인 메리디쉬 스프링거는 "유란시아서에 나오는 모든 과학적 근거들은 실질적으로 책이 쓰인 당시의 과학계에서 받아들여졌던 것이라는 것이 조사결과 밝혀졌다. 일부는 당시 일부 과학자들이 지지하고 있던 것이었고, 또 어떤 것은 당시 새롭게 발견되거나 인식되어가고 있는 것이었다."라고 기술하고 있다. 그가 글 자체의 무오성과 책에 대한 근본주의에 반대하면서, 자신이 강조하는 것은 유란시아 지지자들이 성경 근본주의자가 설 땅이 없는 것”과 똑같이 되면 안 된다는 것이다.
이 책을 믿는 또 다른 일부는 이 책이 이미 과학적 발전이 어떠하다는 것을 예견하고 있다는 견해를 가지고 있다. 이들은 지금의 과학이 과연 모든 것을 설명할 수 있는지를 거론하며 책에서 말하는 것이, 과학 이상의 것이 있을지 모르며, 그것은 미래에 정확하게 증명될  것이라고 말한다. 가드너는 이들이 말하는 여러 주장을 1995년에 평가한 바 있으며, 그들 대부분이 믿을 만한 것이 아님을 발견했다고 주장하고 있다. 어떤 사람은 1935년에 계시되었다고 기술된 책이, 1955년까지 출판되지 않았던 것이 과학적 논란의 이유일 수 있다고 말한다. 책의 지지자들에게는 20년의 공백기에 발견된 과학은 예언적인 것으로 이해할지 모르지만, 회의론자들은 출판 전에 모든 과학적 사실이 교정되었을 것으로 생각하고 있다. 그 예로서, 이 책에서는 태양의 핵반응에서 탄소가 촉매 역할을 하는 것으로 설명하고 있는데, 이러한 발견은 1938년 한스 베테(Hans Bethe)의 발표 이전에는 몰랐던 것이다.
가드너의 의견에 따르면, 이 책이 과학적인 면에서 예언이라고 분명히 여길 수 있는 유일한 부분은, 책에서 비둘기가 회귀능력을 보이는 자력 감각 기관이 "인류가 의식적으로 감지되기 바랄 수가 전혀 없는 것"이라는 설명뿐이라고 주장한다. 1980년 영국의 동물학자 로빈 베이커(Robin Baker)는 인간은 한정된 자력 감각 기관을 가지고 있다는 것을 증명한 바 있다.
지질학 교수인 마크 맥미나민(Mark McMenamin,)은 10억년에 걸친 분열이전의 지구의 초 대륙(supercontinent)의 생성과 그 이후의 이동과 형성에 대한 책의 설명을 주목하고 있다. 초 대륙이 분리하여 바다를 형성하고 그곳에서 초지 생명체가 발달되었다는 책의 설명을 거론하면서 그는 “1930년대에 썼다는 이 놀라운 단락은 결론적으로 말해서. 이후 수십 년이 지날 때까지 과학 논문이나 글로서 실제로 나타난 적이 없는 것”이라고 말하고 있다. 그는 또한  "물론 내가 말하는 것은 인위적으로 선택한 것이며, 유란시아서에는 과학적으로 지지받을 수 없는 영역도 있다."는 점도 부언하고 있다.

### 표절이라는 의혹
유란시아서은 그 머리말에서 1,000명 이상의 인간으로부터 “영적 가치에 대하여 그리고 우주의 의미에 대하여 이 행성에서 가장 높고 가장 앞선 지식을 나타내고 있는 인간의 개념”을 선정하여 자신들의 이야기를 전달 하는 데 사용할 것이라고 말하고 있다.  저자들이 책에서 말하는 바에 따르면, 그들은 "자신들이 제공하는 주제에 관하여, 현존하는 인간의 가장 높은 개념 안에 담겨 있는 것을 최우선"으로 한다고 말한다. 그리고 "인간의 가장 높은 개념으로도 도저히 자신들의 주제를 표현하거나 전할 수 없을 때에 한하여, 오직 그러한 경우에만 새로운 계시의 개념을 소개하며 이야기를 전달할 것"이라고 말하고 있다.
최근에 와서, 이 글들을 연구하는 사람들은 여러 다른 출처들을 자유롭게 사용할 것이라는 말이 진실임을 발견하고 있다. 주장에 따르면, 외부 출처로부터 사용된 모든 자료는 그 어떤 것도 직접 인용되거나 혹은 책에 있는 그대로 언급되지 않았으며, 머리말의 설명처럼 출처에 담긴 개념만을 차용하려고 한 것으로 보인다고 말하고 있다.
1992년 유란시아 독자인 매튜 블록(Matthew Block)은 자신이 펴낸 글에서 유란시아서이 그 이전에 발간된 출처를 인용한 19개의 인용 사례를 보여주고 있다. 블록의 글에서 등장하는 모든 출처의 저자들은 1905년과 1943년 사이에 미국에서 책을 출판하였으며, 모두가 유란시아서에서 발견되는 특정한 개념과 언어를 사용하는 매우 학구적이고 학문적인 논문집들이다.  블록은 계속하여 125개의 출처가 되는 책을 발견했다고 주장하고 있으며 이들 출처의 저자는 총 90명이 유란시아서과 연관된다고 말하고 있다.
유란시아에 사용된 자료에 대한 외부 출처는 가드너와 구취(Gooch)도 별도로 연구한 바 있다. 그리고 이들은 이 책이 블록이 지목한 출처에서 많은 부분의 자료를 인용하고 있다는 결론을 회의적 관점에서 동의했다. 가드너는 출처가 되는 책의 저자들 중에서 최소한 하나는 새들러의 초기 논문에서 인용된 것임을 발견했으며, 그의 주장에 따르면 나머지 출처가 되는 책들도 1955년 이전의 시카고에 있던 포럼의 회원이나 새들러가 충분히 확보할 수 있는 그러한 책들이라고 오히려 주장하고 있다.
회의론자인 가드너는 이것이 인간에 의해 기록된 명백한 표절이라고 여기는 대신, 지지자인 불록은 책의 저자들이 미리 밝혔듯이, 인간 개념을 의도적으로 차용한 것이라고 설명하고 있다. 예를 들면 가드너와 블록은 글 85 편을 거론하는데, 이 글이 1923년 왓쉬번 홉킨스(E. Washburn Hopkins)가 예일 대학 출판부에서 발행한 《종교의 발생과 진화》의 첫번 8개의 장을 가져온 것으로 보고 있다. 글의 각 부분이 유란시아서의 각 장과 잘 부합되며 여러 문단은 직접 자료로 사용된 것으로 보아야 한다고 말하고 있다. 비슷한 경우로, 인류 진화에 관계되는 유란시아의 자료들이 1928년 프린스턴 대학에서 출판한 헨리 페어필드 오즈본(Henry Fairfield Osborn)의 책, 《선사 인류의 결정적 시대 : 사람이 파르나소스 산에 오르다》에서 직접 인용한 것으로 보이는 부분이 많다고 한다.
블록이 설명하는 또 다른 예를 보면, 화학원소의 주기율에 관하여 최초로 기술한 원래의 출처는 화학 원소의 원자구조가 보이는 조합이 뚜렷한 이유는 잘 모르겠지만, 아무튼 어떤 구조적인 계획을 보여주고 있다고 결론을 내린 바가 있다. 이 글이 유란시아서의 저자에 의하여 “표절” 되면서, 잘 모른다는 이 조합의 이유가 우주 지적 설계의 증거라고 유란시아는 설명하고 있다. 스완(W. F. G. Swann)은 《우주의 구조》라는 자신의 책 64페이지에 다음과 같이 쓰고 있다. (유란시아와 비교하여 이탤릭체는 편집된 것, 강조체는 삭제된 것을 표시함)
- 이들즉 화학 원소들 중 어느 하나에서 시작하여, 용융점과 같은 어떤 특성을 기록한 후에, 예를 들어, 우리가 가고 있는 열에 따라서 특성은 변화한다, 그러나 우리가 계속가면, 이것은 서서히 우리가 시작했던 곳에 매우 비슷한 조건으로 되돌아온다...여덟 번째 원소는 첫 번째와 많은 유사성을 반영하고, 아홉 번째는 두 번째와, 열 번째는 세 번째와 비슷하게, 이런 식으로 계속된다. 실험에서 나타난 이러한 일정형식은 다양한 내부 구조뿐만 아니라, 나아가 이러한 다양성이 원자를 구성하고 있는 어떤 구조적인 계획을 암시하는 일정한 조합이 있음을 나타내는 것이다.

### 유란시아서의 내용과의 비교
어느 한 요소에서 시작하여, 어떤 하나의 특성을 기록한 후에, 그러한 본질특성은 계속되는 여섯 원소에서 변화될 것이지만, 여덟 번째에 이르면, 화학적 활성원소의 여덟 번째 원소는 첫 번째와, 아홉 번째는 두 번째와 비슷하며, 이런 식으로 계속된다. 물리 세계의 이러한 사실은 선조가 되는 에너지의 7중 조성을 뚜렷이 가르치며 시간과 공간의 창조계의 7중 다양성을 가진 기본적 실체를 나타낸다. 또한 인간은 자연 분광에 일곱 색들이 있음을 주목해야 한다.
블록과 많은 지지자들은 유란시아서이 어째서 출처가 사람인 자료를 사용한 것을 그대로 보여주는 것인지 알지 못하고 있다. 블록은 다음과 같이 추정하고 있다.
- 유란시아서이 인간 출처가 드러나도록 내버려둔 이유로 추정할 수 있는 한 가지는, 학생들이 분별하도록 의도적으로 남긴 것이라고 말하고 있다. 그것은 비교 분석을 통하여 우리 행성 지식이 실제적으로 효력이 나타나고,  그런 방법으로 총체적으로 일치시키고 상승되는 방법을 쓴 것이 아닐까 말하고 있다. 위에서 거론한 것과 같은, 초창기 분석을 통하여 이미 많은 계몽이 증명된 바 있다고 한다.
- 또 다른 이유로 그가 지목하는 것은 이 책이 특정한 시간과 공간에 정박하는 책이라는 점을 우리에게 깨닫게 하려는 것이라는 추정이다. 이 책의 대부분이 시간을 초월하는 가치를 가지고 있고 영구적으로 활용할 수 있는 내용을 담고 있지만, 몇몇 논의에서 20세기 초의 세계정세를 지목하여 이야기를 하고 있다. 이러한 것을 볼 때, 앞으로 각각의 세대가 자신들이 처하는 정세에 따라서 책의 가르침을 어떤 특정한 당면 문제 해결이나 활용수단으로 결정할 수 있도록 했을 것이다. 이들 모든 발견에서 창발하는 것은 흡족한 깨달음이며 이것이 바로 유란시아서의 저자들이 그렇게 되라고 주장하는 것이라고 주장하고 있다.
- 다만 내용의 표절에서도 유사한 단어 표현이나 문맥에서의 어법은 출처 자료와 뚜렷하게 다르게 나타나고 있다.

## 추종자들
통계를 잡을 만한 중심 조직체가 없기 때문에, 어디에 사는 누가 “추종자”인지 규모를 파악할 길이 없다. 격식 없이 연구그룹이 “싹이 트고, 성숙되고, 어떤 것은 사라지고 또 쪼개지는 모습”을 보이는 것 같으며, 아직까지 그 숫자를 정확하게 파악해본 적은 없는 것으로 나타나고 있다. 독자들은 자신들이 혼자서 몇 년 혹은 수십 년 이 책을 읽고 나서, 가끔 스터디그룹으로 모이고, 한편 다른 사람들은 서슴없이 이 책에 따라 실천하는 삶을 돌입하고 있다. 지지자들은 책을 읽은 거의 모든 "대다수가, 각자가 책을 읽는 행위를 통하여 책에 대해 예찬을 보내고 있다."고 말한다.
책의 법적 저작권에 대한 반대, 설명 문제, 새로운 계시에 대한 문제들로 분열을 가져온 바 있지만, 이들의 반목은 대부분의 추종자들이 만족할 수 있도록 해결된 것으로 보인다. 이들의 움직임은 일반적으로 어떤 특정 종파적 시각이 없으며, 서로 다른 종교적 배경을 가진 개개인이 저마다 이 책의 가르침을 받아들일 수 있고, 자신들의 신앙과 충돌하기보다는 오히려 풍요롭게 한다는 점에서 모두 동의하고 있다.
사라 루이스의 말에 의하면, “유란시아 계시는 역사적으로 확인되거나. 혹은 여러 위대한 교리를 인정해서 그 정통성을 확보하는 것이 아니며, 쉽게 이해하고 받아들이는 어떤 그럴듯한 미래를 내보이는 그처럼 누구에게나 통하는 언어를 사용하는 것도 아니다. 이 책은 새로운 개념과 새로운 언어를 소개하고 있으며, 더구나 이것이 받아들이기가 아주  쉽도록 만들어져 있지도 않다.”고 말한다. 그녀는 유란시아 운동의 전개가 다른 것과 비교하며 벌이는 논쟁이 아니고, “다른 많은 집단에서 발견되는 열렬한 개종 활동도 찾아볼 수 없을 것”이라고 말하면서, 이 때문에 반대 시각에서 볼 때에는 마치 작고도 아무 변화 없이 정체되어 있는 것처럼 보일 수 있다고 말한다.
유란시아 세계재단은 과거에 “느린 성장” 정책을 주창했었고 책은 시중에서 찾기 어려웠다고 한다. 유란시아 재단의 년 판매량이 1990년에 7,000부에서 1997년 24,700부가 되었고 계속 안정적으로 증가하여 2000년에 38,000, 그 이후 “판매의 꼭지를 넘는 본격적인 급상승”을 보인다고 주장하고 있다.  그러나 2006년 세계재단의 전 세계 판매 보고서에 의하면 영어 이외의 언어, 특히 스페인어와 러시아어로 번역 발간된 책은 2006년까지 13,380부로 나타나고 있다. 이 책이 2001년 퍼블릭 도메인으로 결정된 이후에, 다른 기관들에서도 책을 출판하고 있으나 그 판매량은 알려지지 않고 있다.
유란시아 세계협회는 미국 서부지역과 남부 일부 특히 캘리포니아, 콜로라도, 플로리다를 따져 정회원이 1,200명이라고 주장하고 있다. 스터디 그룹이나 인터넷 대화 마당에 참여하거나 웹 사이트를 방문자의 숫자가 증가되는 것으로 나타나고 있다. 세계 여러 곳에서 독자들이 모이는 회합들이 있다.

### 독자적인 유사 활동
유란시아 책을 읽은 일부 채널러들이 티칭 미션(The Teaching Mission)이라는 모임을 결성하였으며, Richard Landes의 말에 의하면 "유란시아 재단이 그들을 자기-착각에 빠진 사람들로 결론내렸음에도, 그들은 계속해서 유란시아 운동을 방해하는 모임"으로 남아 있다.
하느님의 가족(Family of God)이라고 명명된 단체가 1970년에 발족하여 리더인 Vern Grimsley 목사를 중심으로 유란시아 계시 확산 운동을 전개하였고  초기에는 유란시아 재단과 독자들의 후원과 지지를 받았으나, 1980년대에 들어서 Grimsley이 '인류의 핵전쟁을 경고하는 계시의 저자들의 목소리를 직접 들었다'고 주장함으로써, 유란시아 재단을 포함하여 지지하던 독자들이 그를 거짓 메시지의 전파자로 여기면서 지지를 철회하였다. 나중에 그는 자신이 그 당시 어둠에 갇혔음을 토로했다.

## 상징
널리 알려진 유란시아의 상징은 흰색 바탕의 푸른색의 동심원 3개로 이루어진 고리이다. 책의 내용에 따르면, 이 상징은 인류 역사를 통하여 삼위일체를 나타내는 여러 가지 수단으로 활용되었으며, 이스라엘에 멜기세덱이 등장했을 때 그에게 나타난 상징이었으며, 책의 저자에 따르면, 그 당시 "신성하게 보존하고 지시하는 낙원천국(파라다이스) 삼위일체의 무한성과 영원성 그리고 보편성을 상징"하는 의미였다고 기술하고 있다.
유란시아 세계재단이 이 상징을 소속 단체가 사용할 수 있도록 관리함으로써 재단 산하의 독자 협회들이 이 심벌을 사용하고 있다, 한편 1955년 독자들이 창설한 단체인 유란시아 세계협회는 재단과 독립하여, 별도로 순수하게 유란시아를 상징하는 상징을 사용하고 있다. 그 밖의 유란시아 관련 단체들은 저마다 책에서의 의미를 나타내는 여러 디자인을 자유롭게 사용하고 있는 것으로 보인다.

## 대중문화에서의 유란시아
독일의 작곡가 카를하인츠 슈토크하우젠(Karlheinz Stockhausen)의 방대한 오페라 연작시리즈인 《Licht(빛)》은 그 첫 번째 공연과 세 번째 공연 《빛으로부터의 목요일》에서 유란시아 내용을 반영하고 있으며, 주요 배역들의 2/3가 책의 내용에서의 미가엘과 루시퍼를 상징하고 있다.
세계적인 레게 음악가 파토 반톤은 정기적으로 음악회를 열면서 스스로 유란시아에 헌신하고 있다고 밝히고 있다.
재즈밴드인 일기예보(Weather Report)는 7번째 앨범에 수록한 곡에서 베이스 기타계의 전설인 자코 파스토리우스(Jaco Pastorius.)가 유란시아에서 나오는 고유이름 《하보나》라는 이름으로 작곡한 곡을 소개하고 있다.
유명한 작가인 데니스 존슨(Denis Johnson)은 그의 소설 《천사》에서 유란시아서의 추종자임을 설명하고 있다.
스페인어 베스트 소설인 베니떼(J.J. Benitez)가 쓴 《트로이 목마(Caballo de Troya)》는 유란시아서의 표절이라는 지적을 받고 있다. 그는 자신의 책에서 그의 작품이 유란시아서에서 영감을 받은 것이라고 인정하고 있다.
1994년 《성공하는 사람들의 7가지 습관》이라는 책의 펴낸 스티븐 코비(Stephen R. Covey)는 “25년 전에 처음 이 책을 읽은 후 현재까지 7번을 읽고 있지만, 엄청난 영감을 여전히 받고 있다는 점에서 이 책은 정말 놀랍다.”라고 말하면서 자신의 저술에 큰 영향을 주고 있음을 토로하고 있다.
음악 연출 제작자인 제리 거버(Jerry Gerber)는 자신의 작품 심포니 《반역을 일으킨 행성》은 유란시아 내용에서 얻은 개념에서 영감 받은 것이라고 밝히고 있다.
1993년 노벨 화학상을 받은 캐리 뮬리스(Kary Mullis)는 자신이 저술한 《정신세계에서 추는 춤》에서 자신이 유란시아서의 내용을 신뢰하고 있음을 말하고 있다. 그는 특히 “2005년 사이언스지에 45억 년 전의 지구와 태양계의 기원에 대해 로버트 스톰이 발표된 논문 내용과 유란시아서의 서술이 일치하고 있다는 점이 놀랍고, 또한 2004년과 2005년이 되어서야 발표될 수 있었던 두뇌 유전자 마이크로세팔린을 근저로 한 인류의 생물학적 진화를 이 책이 이미 상세히 설명한 것은 경이로운 생각이 든다. 이외에도 유란시아서에서 받는 영감은 상당히 많다.”고 말하고 있다.
미국의 블루스-록 기타연주자인 스티비 레이 본(Stevie Ray Vaughan 1954–1990)은 자신의 발표곡에서 유란시아를 주제로 삼았으며, 대중 음악가이자 유란시아 독자인 제리 가르시아(Jerry Garcia)는 유란시아 책이 자신이 가장 선호하는 비전 음악의 테마라고 밝혔다.
미국 연주가이자 작곡가인 케리 리브그린(Kerry Livgrens)는 "1977년 유란시아 책을 발견하고나서는 진리와 영적 탐구를 위한 자신의 여정을 끝낼수 있었다'고 말했다.

## 관련 참조
1. 1 2 3  유란시아 세계재단 (1955). 《유란시아서(The Urantia Book)》, 유란시아 세계재단발행 ISBN 0-911560-02-5
2. 1 2 3 4 5 6 7  제임스 알 루이스, 올라브 햄머 (2007),《신성한 이야기의 발명》, 케임브리지 대학 출판국 발행.ISBN 0-521-86479-8
3. ↑  다국어로 읽을 수 있는 유란시아 Urantia Book translating potal
4. ↑  마이클 재단-유란시아 세계재단 판결, 해리 맥밀런 3세,(미 지방법원 판사-유란시아 세계재단에게 유란시아서에 대한 저작권 없음을 결정)
5. 1 2 3  유란시아 세계재단 보고서(2006), (PDF보고서 보관됨 2008-05-13 - 웨이백 머신)
6. 1 2 3 4 5 6 7 8 9 10 11 12 13  마틴 가드너 (1995), 《유란시아-위대한 예찬사상의 신비》, 프로미서드 출판사 발간,ISBN 0-87975-955-0
7. 1 2 3  윌리 새들러 박사(1960), 유란시아 신기원의 역사,
8. ↑  윌리암 에스 새들러 쥬니어(1962년 2월18일), 유란시아 글의 실체과정
9. ↑  윌리엄 새들러 박사(1929),《미혹된 정신》,
10. ↑  메리디쉬 스프렁러 박사의 증언(1998년 10월 24), 유란시아의 기원
11. ↑  유란시아 관련사건 연대기
12. 1 2  죠지 매써 및 니콜 래리 공저(1993). 《새로운 예찬사상, 교파, 신비교리사전》, 존더반 출판사 발행 ISBN 0310531004
13. ↑  윌프레드 켈로그에 대한 신비
14. 1 2 3 4 5 6 7 8 9  브래드 구치(2002), Godtalk: 《정신적 미국으로의 여행》, 알프레드 쿠놉사.ISBN 0-679-44709-1
15. 1 2  하우스 웨인 박사(2000),《예찬사상,교파,종교운동 총람》,Zondervan 발행. ISBN 0-310-38551-2
16. ↑  패트리취 크리스토퍼(2004, Partridge, Christopher (2004). 《새로운 종교들 - 안내서》(2nd Edition),옥스퍼드대 출판국 ISBN 0195220420
17. ↑  성직자가 판단하는 유란시아 보관됨 2010-12-02 - 웨이백 머신 신학박사 메리디쉬 스프링러 (1986년 1월)
18. ↑  한국 유란시아재단 (2012),  (아담과 이브)
19. ↑  미국 사이언스 (2005),  Adaptive Evolution of ASPM, 시카고대학 연구진. Science 9 September 2005:
Vol. 309 no. 5741 pp
20. ↑  마크 맥미나민(Mark A.S.McMenamin),《에디아카라 동물왕국:원시초기 생명체의 발견》,콜럼비아대 출판국(2000년 10월), ISBN 0-231-10559-2
21. ↑  유란시아 글의 인간 출처 보관됨 2014-03-03 - 웨이백 머신 매튜 블록(Matthew Block) 1992, (유란시아서이 참조하고 있는 인간 출처가 되는 자료를 자세히 대비함)
22. ↑  멜톤(J. Gordon Melton) 1990, 《뉴에이지 백과사전》 (초판),  Gale Research Inc.
23. ↑  랜디스 리챠드 (2000). Encyclopedia of Millennialism and Millennial Movements. Routledge. 페이지. 747. ISBN 978-0-415-92246-3
24. ↑  Gardner 1995, 페이지 361–363
25. ↑  제이 죤슨(2007), 《유란시아를 만난 사람들》, ISBN 978-0979592607
26. ↑  캐리 뮬리스박사, 유란시아에 대한 평가
27. ↑  맥널리 데니스(2002). A Long Strange Trip. Three Rivers Press. 페이지. 584. ISBN 978-0-7679-1186-3.
28. ↑  해그버그 아미 햄몬드(2006). How Do You Know He's Real?: Celebrity Reflections on True Life Experiences with God. Destiny Image Publishers. ISBN 0-7684-2332-5